# Gornja Briga
Gornja Briga je naselje u slovenskoj Općini Kočevju. Gornja Briga se nalazi u pokrajini Dolenjskoj i statističkoj regiji Jugoistočnoj Sloveniji.

## Stanovništvo
Prema popisu stanovništva iz 2002. godine naselje je imalo 11 stanovnika.